# 丁醇钠
丁醇钠是一种醇盐，化学式为C4H9ONa。它可由丁醇和金属钠（或氢化钠）反应制得。它和五溴溴苄反应在丁醇中加热反应，可以得到丁氧基甲基五溴苯。它和四氯钇酸铵在丁醇中反应，可以得到丁醇钇。